# Саблезъби китове
Саблезъбите китове (Mesoplodon) са род бозайници от семейство Клюномуцунести китове (Ziphiidae).
Таксонът е описан за пръв път от Пол Жерве през 1850 година.

## Видове
- Mesoplodon bidens – Североатлантически клюномуцунест кит
- Mesoplodon bowdoini – Новозеландски клюномуцунест кит
- Mesoplodon carlhubbsi – Клюномуцунест кит на карл-хубс
- Mesoplodon densirostris – Клюномуцунест кит на бленвил
- Mesoplodon eueu
- Mesoplodon europaeus – Антилски клюномуцунест кит
- Mesoplodon ginkgodens – Гинковиднозъб кит
- Mesoplodon grayi – Клюномуцунест кит на грей
- Mesoplodon hectori – Клюномуцунест кит на хектор
- Mesoplodon hotaula
- Mesoplodon layardii – Ремъкозъб кит
- Mesoplodon mirus – Клюномуцунест кит на тру
- Mesoplodon pacificus
- Mesoplodon perrini – Клюномуцунест кит на перин
- Mesoplodon peruvianus – Перуански клюномуцунест кит джудже
- Mesoplodon stejnegeri – Командорски клюномуцунест кит
- Mesoplodon traversii – Лопатовиднозъб кит